# Салмон
Салмон (ивр. שַׂלְמוֹן — «Тенистый») — прапрадед Давида, и член первого поколения израильтян, которые пересекли реку
Иордан.
Он являлся сыном Нахшона (1Пар. 2:11), согласно Мф. 1:5 был женат на Рахав, от которой у него был сын Вооз (Руф. 4:21-22), который в свою очередь является прадедом Давида.

## Список литературы
1. ↑  20 // רוּת (др.-евр.)
2. ↑  21 // רוּת (др.-евр.)

- Calmet’s Dictionary of the Holy Bible 1832